# Next! (album)
Next! – trzeci album niemieckiego zespołu Seeed wydany w 2005 roku. Zawiera 14 utworów.

## Spis utworów
1. Schwinger – 3:21
2. Next...!! – 3:08
3. Aufstehn! (feat. Cee-Lo Green) – 3:52
4. Stand Up – 2:39
5. Tight Pants – 3:08
6. Please (feat. Lady Saw) – 3:37
7. Ocean's 11 – 2:54
8. Can't Hold Me – 2:41
9. Goosebumps – 2:54
10. Slowlife – 4:19
11. Ding – 3:27
12. She Got Me Twisted – 3:13
13. Light The Sun - 3:02
14. End Of Day (feat. Maya Dela Gwanda) - 3:39

## Single
- Aufstehn!
- Schwinger
- Ding